# ماندالی پیکچرز
ماندالی پیکچرز یا ماندالی ویژن (انگلیسی: Magnolia Pictures یا Mandalay Vision) یک شرکت تولید فیلم آمریکایی است که در سال ۱۹۹۵ توسط پیتر گوبر تأسیس شد.